# تململ
التململ (ملاحظة 1) إحساس المصاب بالتوتر الداخلي وعدم راحة بحيث أنه لا يستطيع الجلوس بهدوء بدون حركة. قد تكون بشكل خفيف (إحساس بالتوتر ممكن أن يتجاهله الإنسان) إلى انعدام القدرة نهائيا على الجلوس بهدوء مع توتر شديد وتعب نفسي وجسمي كبير.
تعد الأدوية المضادة للذهان، وخاصة الجيل الأول من مضادات الذهان، هي السبب الرئيسي. قد تشمل العوامل الأخرى المسؤولة عن هذا التأثير الجانبي أيضًا مثبطات امتصاص السيروتونين الانتقائية، والميتوكلوبراميد، والريزيربين. قد يحدث أيضًا عند التوقف عن تناول مضادات الذهان. يعتقد أن الآلية الأساسية تنطوي على الدوبامين. يعتمد التشخيص على الأعراض. وهي تختلف عن متلازمة تململ الساق في أن الأكاثيسيا لا ترتبط بالنوم.
قد يشمل العلاج التحول إلى مضادات الذهان مع انخفاض مخاطر الإصابة بهذه الحالة. أظهر الميرتازابين المضاد للاكتئاب فائدة، وهناك دليل مبدئي على فائدة الديفينهيدرامين، والترازودون، والبنزاتروبين وحاصرات بيتا.
استخدم المصطلح لأول مرة من قبل الطبيب النفسي العصبي التشيكي لاديسلاف هسكوفيتش، الذي وصف هذه الظاهرة في عام 1901. إنها من اليونانية a-، وتعني: لا، وκαθίζειν kathízein، وتعني: الجلوس، أو بعبارة أخرى: عدم القدرة على الجلوس.

## التصنيف
عادةً ما تصنف الأكاثيسيا على أنها اضطراب حركي ناتج عن الأدوية، ولكن يُنظر إليها أيضًا على أنها مصدر قلق نفسي عصبي حيث يمكن أن تكون ذاتية بحتة مع عدم وجود تشوهات حركية ظاهرة. يرتبط اضطراب الأكاثيسيا بشكل عام بمضادات الذهان ولكنه وصف بالفعل في داء باركنسون واضطرابات نفسية وعصبية أخرى. ويعرض أيضًا استخدام الأدوية غير النفسية، بما في ذلك حاصرات قنوات الكالسيوم والمضادات الحيوية ومضادات الغثيان والأدوية المضادة للدوار.

## العلامات والأعراض
غالبًا ما توصف أعراض الأكاثيسيا بعبارات غامضة مثل الشعور بالتوتر، وعدم الارتياح، والتوجس، والارتعاش، والقلق، وعدم القدرة على الاسترخاء. تشمل الأعراض المبلغ عنها أيضًا الأرق، والشعور بعدم الراحة، والأرق الحركي، والقلق الواضح، والذعر. قيل أيضًا أن الأعراض تشبه أعراض آلام الأعصاب التي تشبه الألم العضلي الليفي ومتلازمة تململ الساقين. عندما تكون بسبب الأدوية النفسية، فإن الأعراض هي آثار جانبية تختفي عادة بسرعة وبشكل ملحوظ عند تقليل الدواء أو إيقافه. ومع ذلك، قد يستمر الالتهاب المتأخر الذي يظهر متأخرًا لفترة طويلة بعد التوقف عن تناول الدواء، لأشهر وأحيانًا سنوات.
عندما يحدث خطأ في التشخيص في حالات الأكاثيسيا المسببة أصلًا بمضادات الذهان، يمكن وصف المزيد من مضادات الذهان، ما قد يؤدي إلى تفاقم الأعراض. إذا لم تكشف وتحدد الأعراض، يمكن أن تزداد حدة الأكاثيسيا وتؤدي إلى الأفكار الانتحارية والعدوانية والعنف.
تشمل العلامات المرئية للاكاثيسيا حركات متكررة مثل ضم الساقين وفكها، والتحول المستمر من قدم إلى أخرى. علامات أخرى ملحوظة تتأرجح ذهابًا وإيابًا، تململ وتيرة. ومع ذلك، ليست كل الحركات المضطربة التي يمكن ملاحظتها هي الأكاثيسيا. على سبيل المثال، قد يبدو الهوس، والاكتئاب المهتاج، واضطراب نقص الانتباه مع فرط النشاط، وكأنهم أكاثيسيا، لكن الحركات تبدو طوعية وليست ناتجة عن الأرق.
وصف جاك هنري أبوت، الذي شخصت إصابته بالأكاثيسيا، الإحساس في عام 1981 بأنه: أنت تتألم من القلق، لذلك تشعر أنك يجب أن تمشي، لتسرع. وبعد ذلك بمجرد أن تبدأ بالمشي بسرعة، يحدث العكس لك؛ يجب عليك الجلوس والراحة. ذهابًا وإيابًا، صعودًا وهبوطًا ... لا يمكنك الحصول على الراحة ...

## السبب
يكون في أغلب الأحيان بسبب أعراض جانبية نتيجة استعمال الأدوية المضادة للذهان (الهلوسة والأوهام) خاصة الجيل الأول من الادوية مثل الفينو ثيازين والهالدول، أو الأدوية ضد تقلصات الأمعاء، أو مضادات الاكتئاب.

## العلاج
تعالج بالادوية خاصة ال ديفينهيدرامين، أو كلونازيبام . أو بمضادات مستقبلات البيتا مثل بروبرانولول. أو مضادات الهستامين مثل سيبروهيبتادين. وتشير دراسات إلى أن فيتامين بي6 يفيد أيضا. كذلك بتقليل جرعة الدواء المسبب للحالة أو توقيفه إذا أمكن.